# Can Torrents de les Oliveres
Can Torrents de les Oliveres és una casa de Gelida (Alt Penedès) protegida com a Bé Cultural d'Interès Local.

## Descripció
Ampli casal rectangular de situació estratègica, que consta de celler, dues plantes, golfes, dues torratxes, terrat i teulada a dues vessant i d'altres edificis annexos -abans cellers i graners i avui dia convertits en apartaments-. A mitjans del segle xix, la casa fou reformada donant-li caràcter senyorial, seguint però, la tradicional distribució de masia catalana: gran entrada amb comunicació a un gran menjador amb adossament ceràmics i rentamans (robats darrerament), cuina, rebost, l'escala que condueix a la gran sala superior repartidora d'una colla de cambres, i seguint la mateixa escala, trobem les golfes i la torratxa del terrat.

## Història
Els Torrents, en els darrers segles, havien estat militars, batlles i jutges de pau i caps del Sometent, de Gelida. La casa havia estat molt castigada pels bandolers del segle passat i per això s'edificà una curiosa torratxa de guaita a la teulada de la part posterior del casal.